# Hurley (альбом)
Hurley — восьмий студійний альбом американської групи Weezer, який був випущений 10 вересня 2010 року.

## Композиції
1. Memories - 3:16
2. Ruling Me - 3:30
3. Trainwrecks - 3:21
4. Unspoken - 3:01
5. Where's My Sex? - 3:28
6. Run Away - 2:55
7. Hang On - 3:33
8. Smart Girls - 3:11
9. Brave New World - 3:57
10. Time Flies - 3:42